# 미토촌 (오사카부)
미토촌(일본어: 弥刀村)은 일본 오사카부 나카카와치군에 설치되었던 촌이다. 현재의 히가시오사카시에 해당한다.